# Agathotoma phryne
Agathotoma phryne é uma espécie de gastrópode da família Mangeliidae.